# Art Hughes
Arthur Hughes (Camrose; 1 de octubre de 1930-Vancouver; 4 de marzo de 2019), más conocido como Art Hughes, fue un futbolista canadiense que jugaba como delantero.

## Clubes
| Club                   | País   | Año       |
| ---------------------- | ------ | --------- |
| Westminster Royals     | Canadá | 1950      |
| Vancouver St. Andrews  | Canadá | 1950-1951 |
| Vancouver Firefighters | Canadá | 1951-1956 |
| Vancouver Hale-Co      | Canadá | 1956-1958 |
| Vancouver Firefighters | Canadá | 1958-1959 |
| Westminster Royals     | Canadá | 1959      |
| Vancouver Firefighters | Canadá | 1959-1967 |